# 唐才常

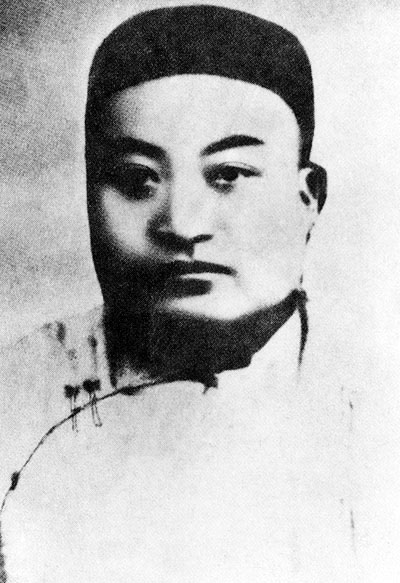
唐才常

唐 才常（とう さいじょう、Tang Caichang、1867年 - 1900年）は、清末の思想家・革命家。字は伯平または仏塵、号は絨丞。

## 経歴
湖南省長沙府瀏陽県の人。譚嗣同と同郷。長沙の校経書院・嶽麓書院、武昌の両湖書院で学ぶ。
1897年、熊希齢・譚嗣同・陳三立・蔣徳鈞らとともに時務学堂を創設した。1898年には譚嗣同らとともに南学会を結成した。同年の戊戌の変法の際には譚嗣同の招きで北京に赴こうとするが、途中の漢口で戊戌の政変が起こって譚嗣同が処刑されたことを知った。そのため、上海から逃れて亡命し、香港・シンガポール・日本などを転々とした。
1899年に上海に戻り、『亜東時報』を発行した。同年秋には再び香港・東南アジア・日本を回り、康有為・梁啓超や孫文らの革命派と接触し、武装勤王を図るようになった。
1900年、義和団の乱が発生すると沈藎・畢永年らと正気会（後に自立会と改称）を結成し、総司令を自任した。7月1日、上海張園で維新派の人物が集まり、「中国国会」が開かれた。ここで容閎を会長に、厳復を副会長に、唐才常を総幹事に選んだうえ、哥老会や革命派知識人とも提携し、義和団の乱に乗じて同年8月に挙兵すると、光緒帝を救出・擁立して南東部数省に改革派の政権を樹立する計画を立てた。しかし、改革派を糾合するために満州人の支配を認めないにもかかわらず皇帝に忠誠を誓う条項があるなど、決議は混乱していた。参加者は孫宝瑄・汪康年・章炳麟・畢永年など80人あまりであった。
会後、自立軍が漢口・漢陽・安徽省・江西省・湖南省で同時に蜂起することが計画された。この計画は、日本のアジア主義者たち、特に東亜同文会幹事の井上雅二の援助を受けていた。しかし、これらの動きは清朝に知られ、長江沿岸では厳戒態勢が敷かれていた。湖広総督張之洞のもとに密告があり、7月27日に唐才常らは逮捕され、翌日に処刑された。

## 著作
遺稿に『覚顛冥斎内言』『瀏陽二傑遺文』があり、後に『唐才常集』としてまとめられた。

## 親族
子の唐蟒は、中国同盟会にも参加した革命派の人士で、中華民国の軍人としても活動している。